# 中国邮政西长安街邮局
中国邮政西长安街邮局是位于中国北京市西城区的中国邮政邮局。

## 简介
《北京志·市政卷·邮政志》载，1897年，清朝光绪帝批准开办大清邮政，北京海关邮局改称“北京邮政总局”，随后先后设立十多个邮政支局。其中，“本部支局”于光绪三十二年（1906年）建立，是大清邮政设立的第六个邮政网点。本部支局的局址设在西长安街邮传部的西隔壁。此后，该邮局一直在此地址，直到2009年被拆除。
1920年，本部支局更名为“西长安街支局”，门牌号为西长安街14号。邮局编号为6支局。1947年，北平邮政管理局开展了“营业窗口加强服务周”活动，分别在西长安街支局、东四牌楼支局设立两处“示范局”。
中华人民共和国成立后，1949年11月16日，应中华全国总工会的要求，北京邮局在日坛路世界工联亚奥联络局会址首次开设了临时邮局，并启用特制纪念邮戳四枚，分发给了包括西长安街邮局在内的四个邮局使用。1957年，西长安街邮局成立中心报刊门市部，三年困难时期中心报刊门市部暂停业务，1963年1月1日恢复中心报刊门市部。1958年9月，北京电报大楼建成之后，西长安街邮局暂时迁入北京电报大楼一层营业，原址则接受改建。1969年，西长安街邮局迁回改建好的原址。
1979年9月，邮政部门恢复集邮业务之后，北京邮局成立了北京邮票分公司，设在西长安街14号，西长安街邮局东侧的两间屋子里。1980年8月30日，西长安街邮局新增过期报刊业务，这是唯一一家出售过期报刊的邮政门市部。1981年1月1日起，中华人民共和国推行邮政编码，北京邮局将邮政编码与支局序号统一，西长安街邮局变更为31支局，此代号延用至今。从1981年秋开始，西长安街邮局原址再次翻建，西长安街邮局乃在西长安街路北搭建了三间简易板房对外营业，位置在府右街路口以西的便道北侧的绿地处。1982年中共十二大之后，人民大会堂邮电所划归西长安街邮局管理。
1984年，原址处的新局房建成后，西长安街邮局迁回原址。此后20多年间，西长安街邮局进行了两次大规模的局房改造，及多次小规模装修，成为地标性建筑。1986年，邮政恢复邮政储蓄业务的办理，北京邮局最早试行恢复办理的支局包括东单支局、西长安街支局、和平门支局、海淀路支局，以及燕山区局。1986年7月1日，北京、天津、上海、广州四个城市开办了活期邮政储蓄异地存取业务，北京有西长安街支局、东单支局、三里河支局作为试点。
2009年4月1日，为配合中华人民共和国成立60周年道路拓宽工程，西长安街邮局被拆除。同时遭到拆除的还有旁边的“摄贸金广角”摄影器材中心、柳泉居分店等单位。2009年6月6日，西长安街邮局在西单路口南的宣武门内大街6号重新开业。